# 361267 `I`iwi
361267 `I`iwi este o planetă minoră (asteroid) din centura de asteroizi. A fost descoperită pe 17 septembrie 2006 la Mauna Kea de Joseph Masiero⁠(d) și a fost numită după Drepanis coccinea⁠(d). 
Obiectul prezintă o orbită caracterizată de o semiaxă mare de 2,7031041203088 UAi, o excentricitate de 0,15, o înclinație de 7,3 ° în raport cu ecliptica.